# شهرک شرکت زراعی الیگودرز
 زراع یک روستا در ایران است که در دهستان پاچه‌لک شرقی واقع شده‌است. زراع ۳۹۴ نفر جمعیت دارد.